# Accidente del Convair 990 de Spantax
El 3 de diciembre de 1972, el vuelo 275 de Spantax, operado por un Convair 990 que realizaba el vuelo entre Tenerife (España) y Múnich (entonces Alemania Occidental), sufrió un accidente tras despegar del aeropuerto de Los Rodeos provocando la muerte de las 155 personas que iban a bordo.
Es el tercer peor accidente en territorio español, por debajo del desastre aéreo de Tenerife y el vuelo 11 de Avianca. Y por encima del vuelo 5022 de Spanair.

## Aeronave

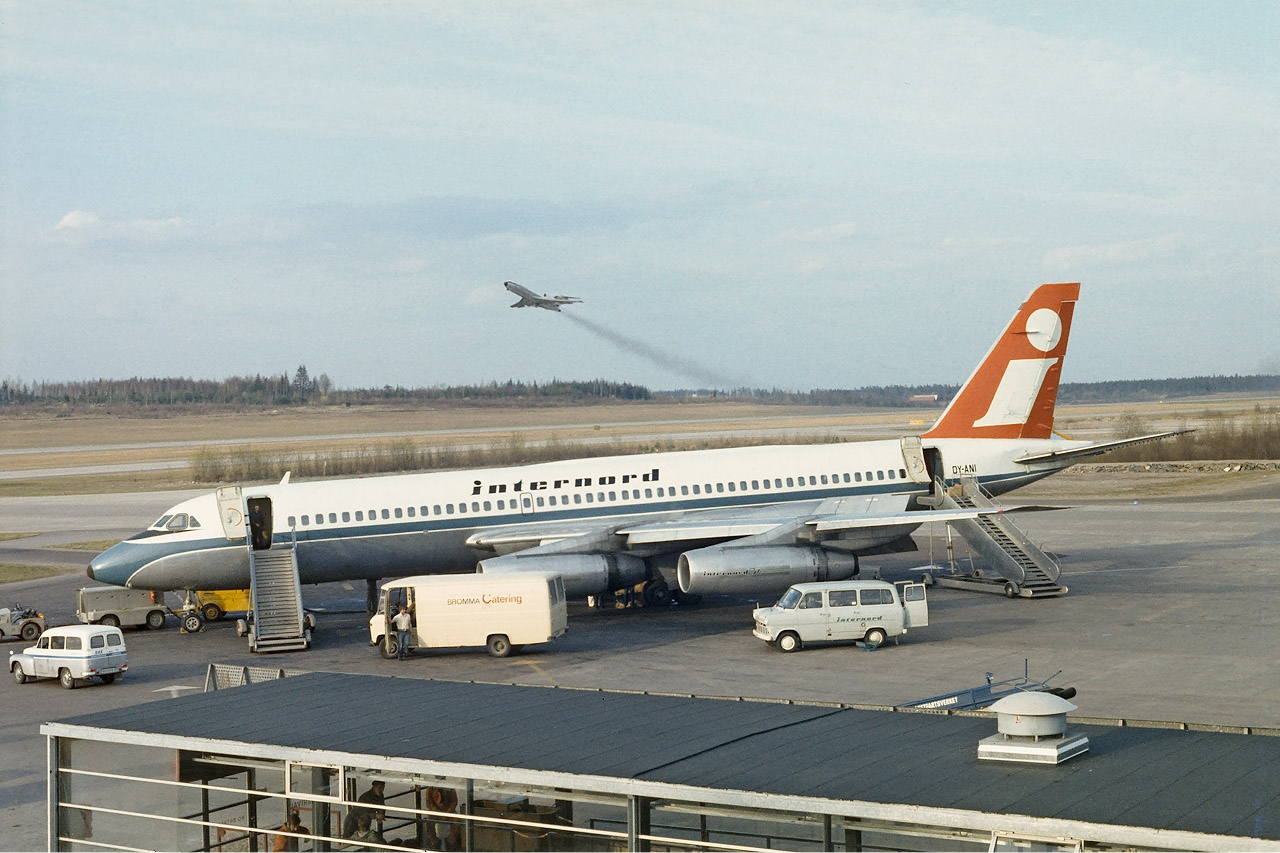
El avión involucrado en el accidente fotografiado en abril de 1968, cuando estaba en servicio en la aerolínea Internord.

Un Convair CV-990-30A-5 construido en 1962, que tenía 10 años de antigüedad en el momento del accidente. El Convair 990 fue un modelo de avión problemático y que no se adaptó a las exigencias de los pedidos de las aerolíneas.

## Accidente
El vuelo fue fletado por Landesverband Bayerischer Omnibusunternehmer, una comunidad de propietarios de empresas de autobuses bávaras. Al mando estaba el capitán Daniel Núñez Ronda, un ex piloto de la Fuerza Aérea Española de 32 años, que estaba acompañado por el primer oficial Francisco Javier Saavedra, de 36 años, y el ingeniero de vuelo José Alberto Sanz, de 30 años. Las condiciones de ese 3 de diciembre de 1972 esa mañana en el aeropuerto de Los Rodeos eran IFR con una visibilidad reportada de solo unos 150 metros. 
El vuelo fue autorizado para despegar en la pista 30 a las 6:45 UTC. A 91 metros, la aeronave entró en una pendiente pronunciada y pronto comenzó a descender. El ala izquierda golpeó el suelo a unos 325 metros después del final de la pista, rompiendo un tanque de combustible antes de que el resto del fuselaje tocara tierra. Siguió una explosión masiva de los tanques de combustible casi completamente llenos. Las 155 personas a bordo murieron en el impacto.
Cuando ocurrió fue el peor accidente de la historia aeronáutica española y fue el primero de una serie de graves accidentes en el aeropuerto de Los Rodeos, como la colisión de dos 747, en el que perecieron 583 personas y el vuelo 1008 de Dan Air con 146 víctimas mortales.

## Causas
La investigación fue realizada por el consejo de investigación de accidentes aéreos de la Policía Española. También llegaron investigadores alemanes, pero las autoridades les prohibieron investigar. Debido a la inestable situación política que estaba sucediendo, las autoridades sospecharon que una bomba podría haber derribado el avión. Esto se descartó rápidamente después de que una inspección más detallada determinara que no había daños característicos por la explosión. La teoría de un fallo del motor también se descartó desde el principio. Los investigadores concluyeron que el capitán había experimentado una ilusión somatogiral en la baja visibilidad. 
Los investigadores también culparon al controlador aéreo por dejar que el avión despegara en condiciones en las que no estaba certificado para volar. Las condiciones fueron causadas por nubes que se movían por el aeropuerto, un problema común. La junta recomendó que el controlador aéreo informara a las tripulaciones sobre las condiciones a través del ATIS recientemente desarrollado, que se introdujo aproximadamente un año después. El consejo también recomendó capacitación sobre desorientaciones por ilusiones espaciales para los pilotos.